# 헤르무스
헤르무스(그리스어: Ἕρμος, Hermus)는 그리스 신화에서 다음의 다양한 인물을 가리킨다.

## 강의 신
헤르무스는 리디아(오늘날 터키)의 에게해 지역에 위치한 헤르무스 강의 신이다. 대부분의 강의 신들처럼, 그는 오케아노스와 테티스의 아들이다. 그는 리디아 님프의 아버지였다.

## 아이깁토스의 아들
헤르무스는 아이깁토스의 아들 중 한명이었다. 그는 다나오스와 나이아드 폴릭소의 딸인 클레오파트라와 결혼하였고, 그녀에게 살해당했다.

## 아테네 귀족
헤르무스는 아테네의 귀족이자 고대 아테나이의 전설적인 왕인 테세우스의 친구였다. 테세우스가 피소폴리스 시를 건립했을 때, 헤르무스는 세상을 떠났다. 헤르무스는 안티오페를 연모하여 안티오페에게 연모의 정을 밝혔으나 거절당했다. 좌절한 헤르무스는 자살하였고 테세우스는 헤르무스의 사연을 접한후 벌주기를 청하는 주변의 청을 물리치고 그의 사당을 지어 넋을 위로하였다. 도시에는 헤르메스의 집이라고 잘못 불리는 장소가 있었는데, 그곳이 바로 헤르무스를 추모하기 위한 곳이다.